# Gugelmühle (Windelsbach)
Gugelmühle ist ein Wohnplatz der Gemeinde Windelsbach im Landkreis Ansbach (Mittelfranken, Bayern). Gugelmühle liegt in der Gemarkung Windelsbach.

## Geographie
Die Einöde besteht heute aus einem Wohngebäude mit der Haus Nr. 1 und fünf Nebengebäuden. Der Ort liegt am Ödenbach, einem linken Zufluss des Kreuthbachs, der wiederum ein rechter Zufluss der Altmühl ist. Der Landergraben mündet bei der Gugelmühle von rechts in den Ödenbach. Im Süden grenzt der Kreuther Forst an, 1 km südöstlich erhebt sich der Höhenberg (458 m ü. NHN). 
Die Kreisstraße AN 8 führt nach Windelsbach (1 km nordwestlich) bzw. nach Cadolzhofen (1,5 km östlich). Die AN 7 führt nach Hornau (2,2 km nördlich).

## Geschichte
Im 16-Punkte-Bericht des brandenburg-ansbachischen Amts Leutershausen aus dem Jahr 1608 wurde für Gugelmühle eine Mannschaft verzeichnet, die die Herren Mohrischen Erben zu Ansbach als Grundherrn hatten. Das Hochgericht übte das Vogtamt Colmberg aus.
Gegen Ende des 18. Jahrhunderts gehörte die Gugelmühle zur Realgemeinde Windelsbach. Die Mühle hatte das brandenburg-ansbachische Kastenamt Colmberg als Grundherrn. Unter der preußischen Verwaltung (1792–1806) des Fürstentums Ansbach erhielt die Gugelmühle die Hausnummer 42 des Ortes Windelsbach. Von 1797 bis 1808 unterstand der Ort dem Justizamt Leutershausen und Kammeramt Colmberg.
Im Rahmen des Gemeindeedikts wurde Gugelmühle dem 1808 gebildeten Steuerdistrikt Windelsbach und der 1810 gegründeten Ruralgemeinde Windelsbach zugeordnet.

## Einwohnerentwicklung
| Jahr      | 001818 | 001836 | 001840 | 001861 | 001871 | 001885 |
| Einwohner | 10     | 2      | 3      | *      | 6      | 7      |
| Häuser    | 1      | 1      | 1      |        |        | 1      |
| Quelle    | [ 10 ] | [ 11 ] | [ 12 ] | [ 13 ] | [ 14 ] | [ 15 ] |

## Religion
Der Ort ist seit der Reformation evangelisch-lutherisch geprägt und bis heute nach St. Martin (Windelsbach) gepfarrt. Die Einwohner römisch-katholischer Konfession sind nach St. Johannis (Rothenburg ob der Tauber) gepfarrt.

## Weblink
- Gugelmühle in der Ortsdatenbank des bavarikon, abgerufen am 19. August 2021.